# 許光達故居

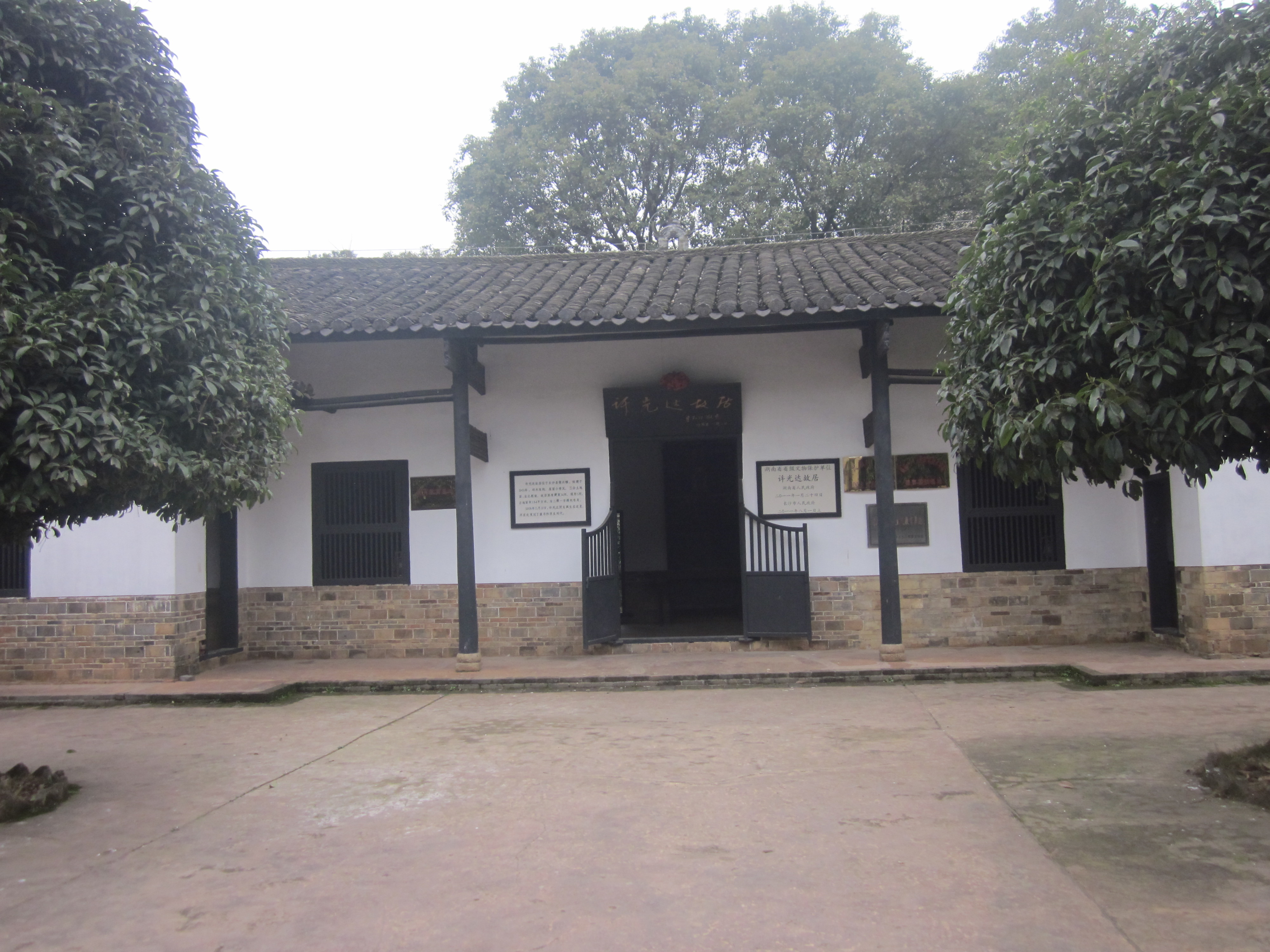
許光達故居。

許光達故居（きょこうたつこきょ）は、中国人民解放軍大将・許光達の生家である。湖南省長沙市長沙県黄興鎮に位置する。建築面積は184m2。土木構造。

## 歴史
1908年（光緒34年）に建設された。同年11月9日、許光達はこの地で誕生した。
1954年、大洪水によって建物が破壊された。
2005年3月、時の国家副主席・曽慶紅が長沙県を視察した際、地元政府に旧居を修復するよう求めた。
2011年、湖南省人民政府は故居を省級文物保護単位に認定した。

## 周辺建築
- 黄興故居
- 左宗棠墓

## ギャラリー

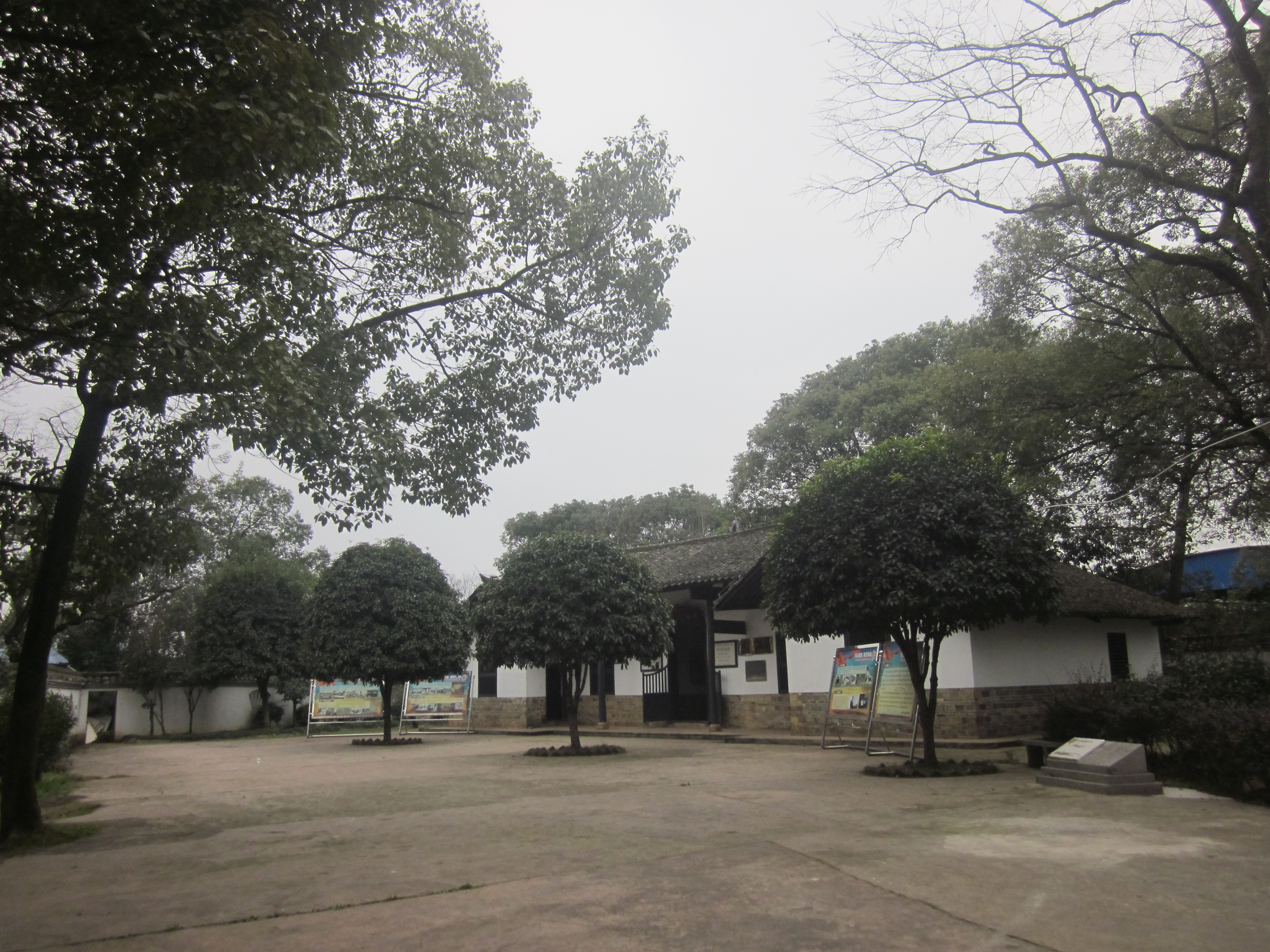
許光達故居。
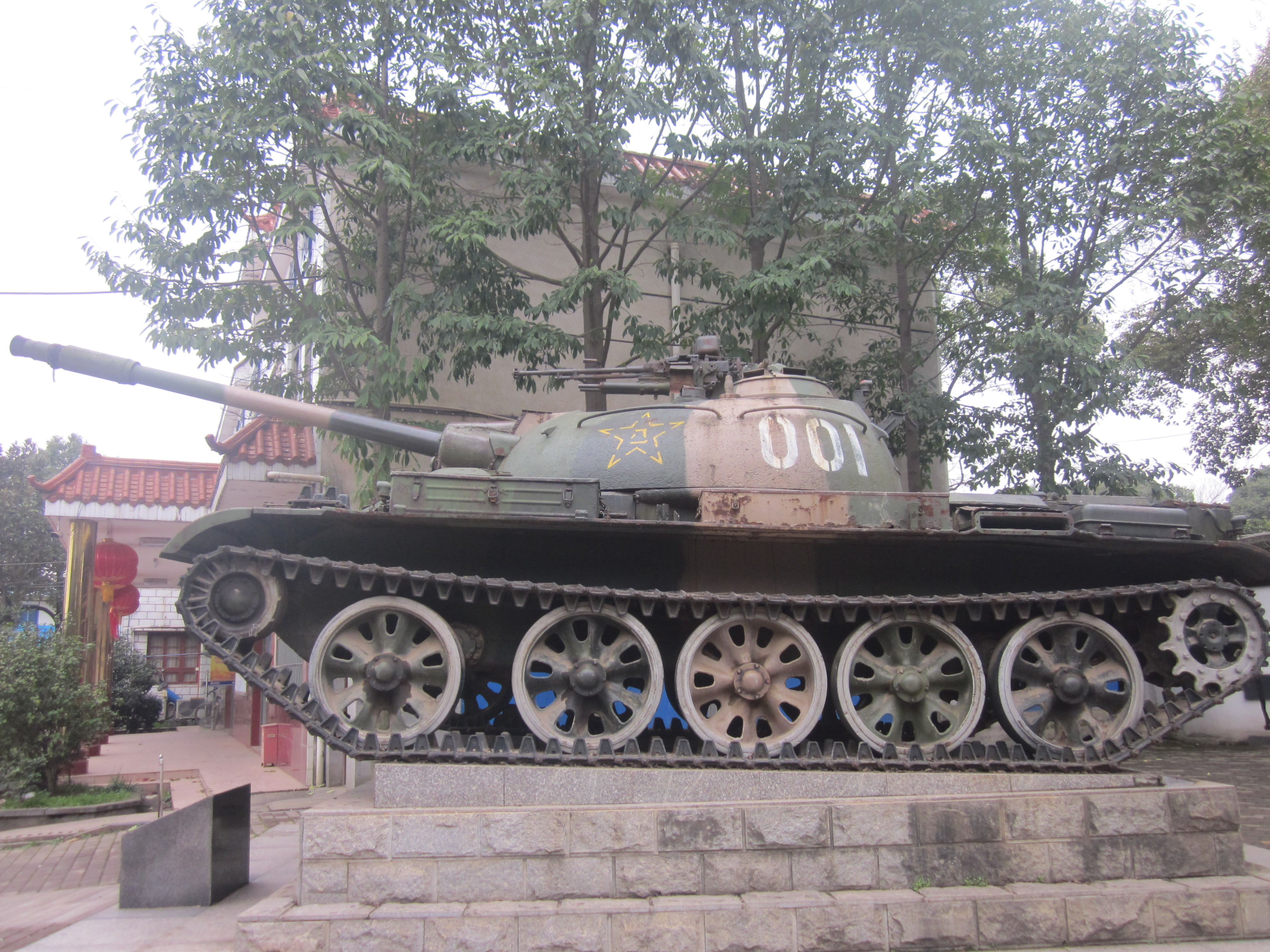
戦車。
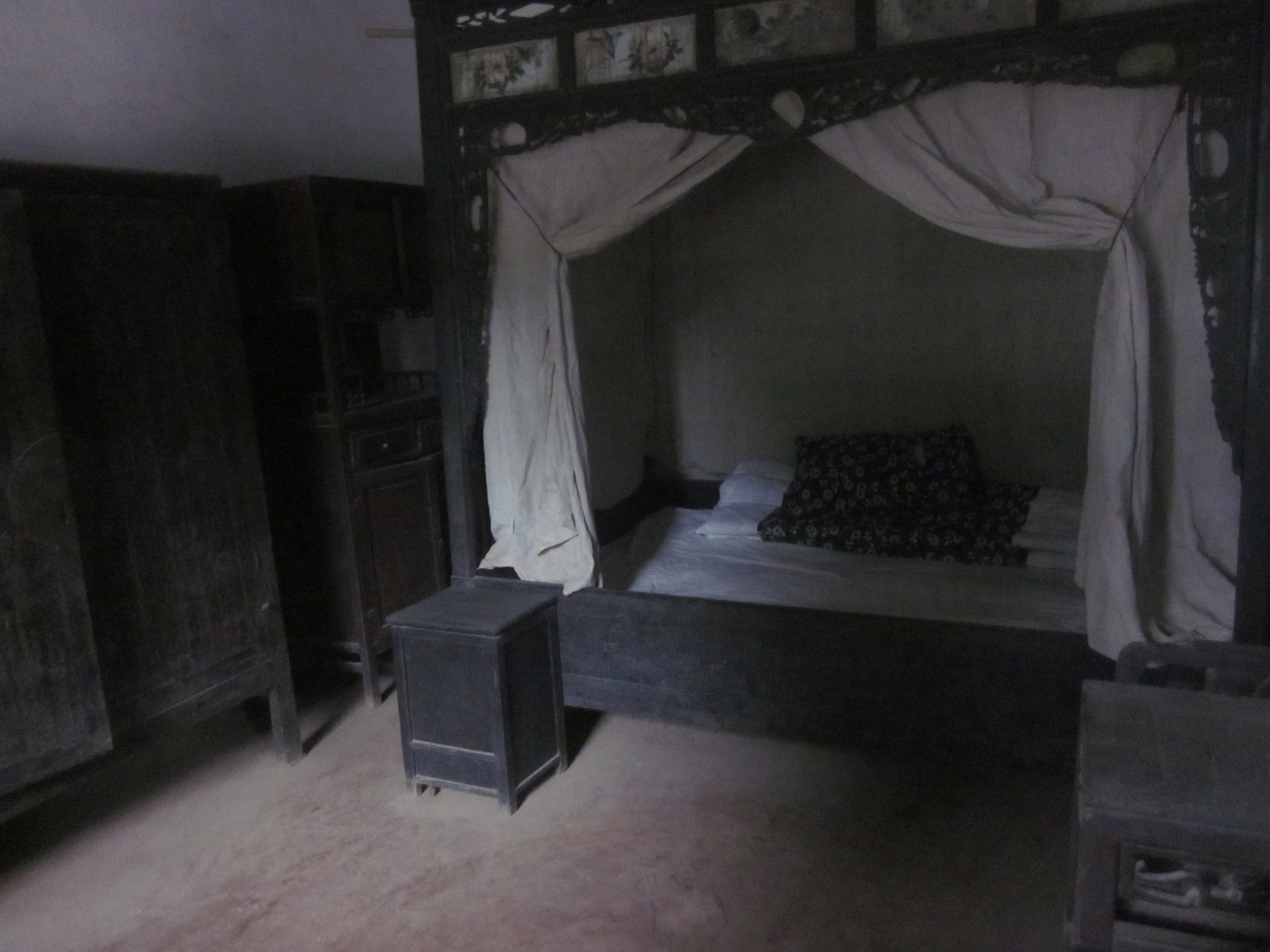
許光達の臥室。
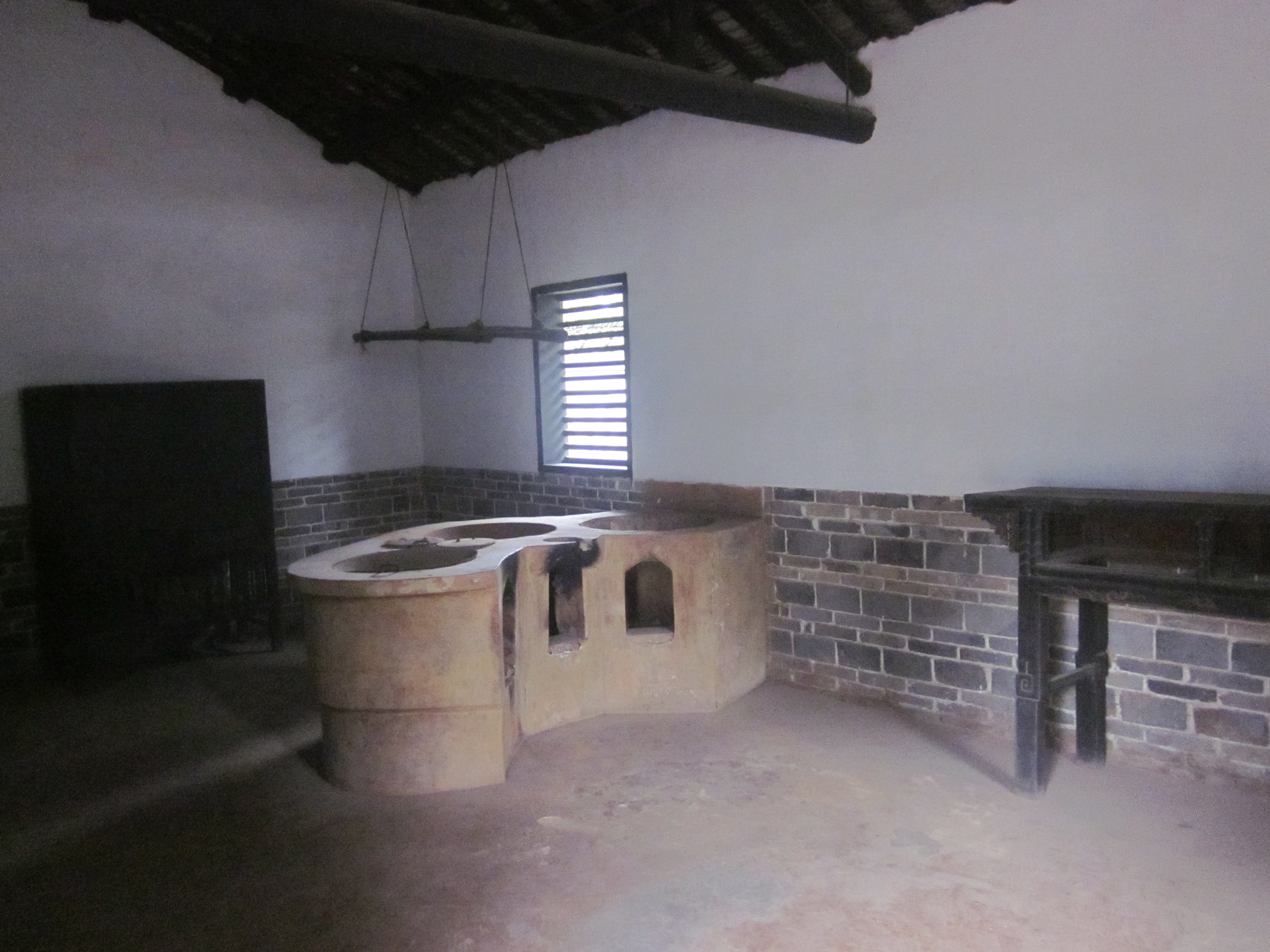
廚房。
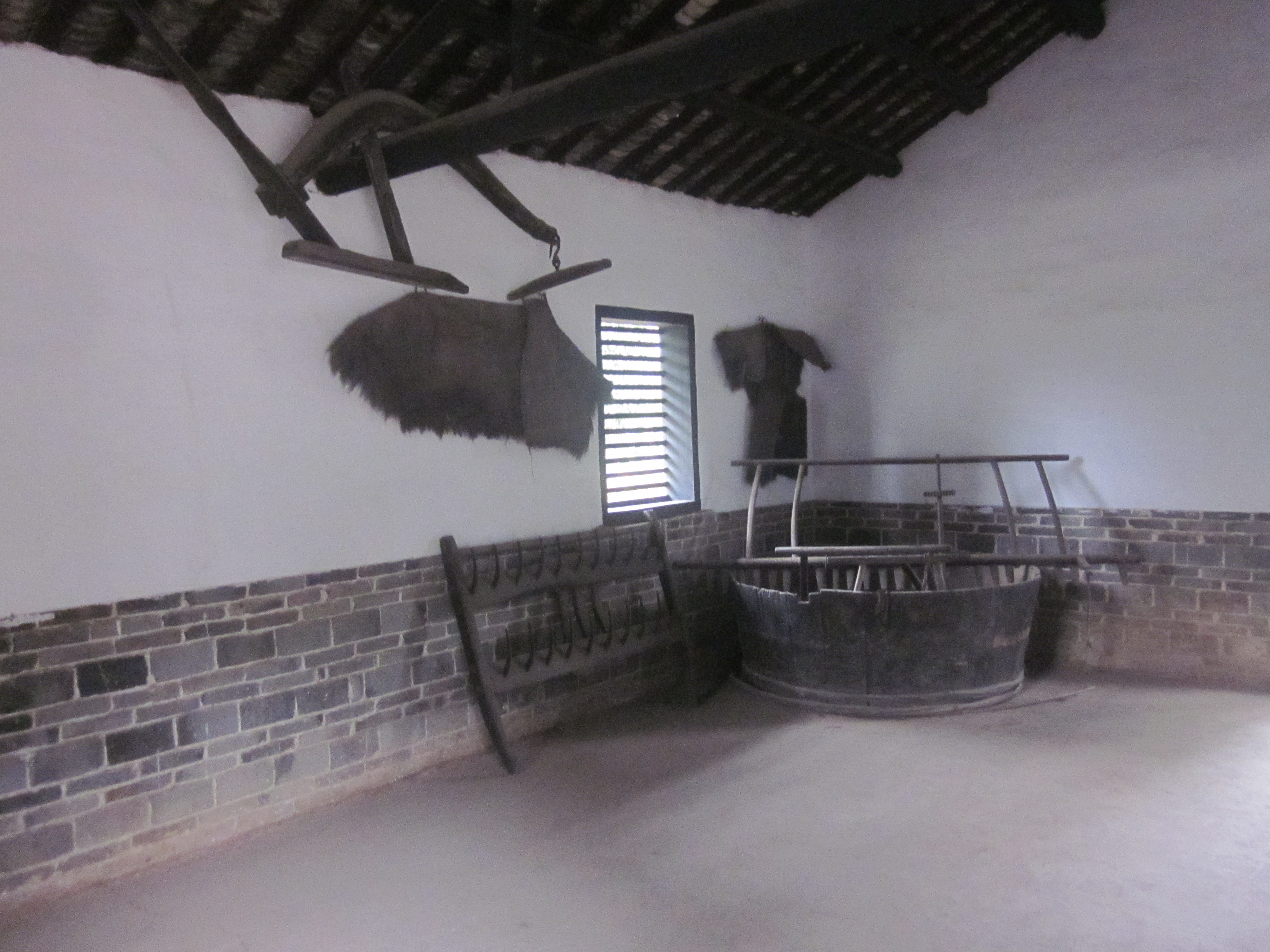
農具房。
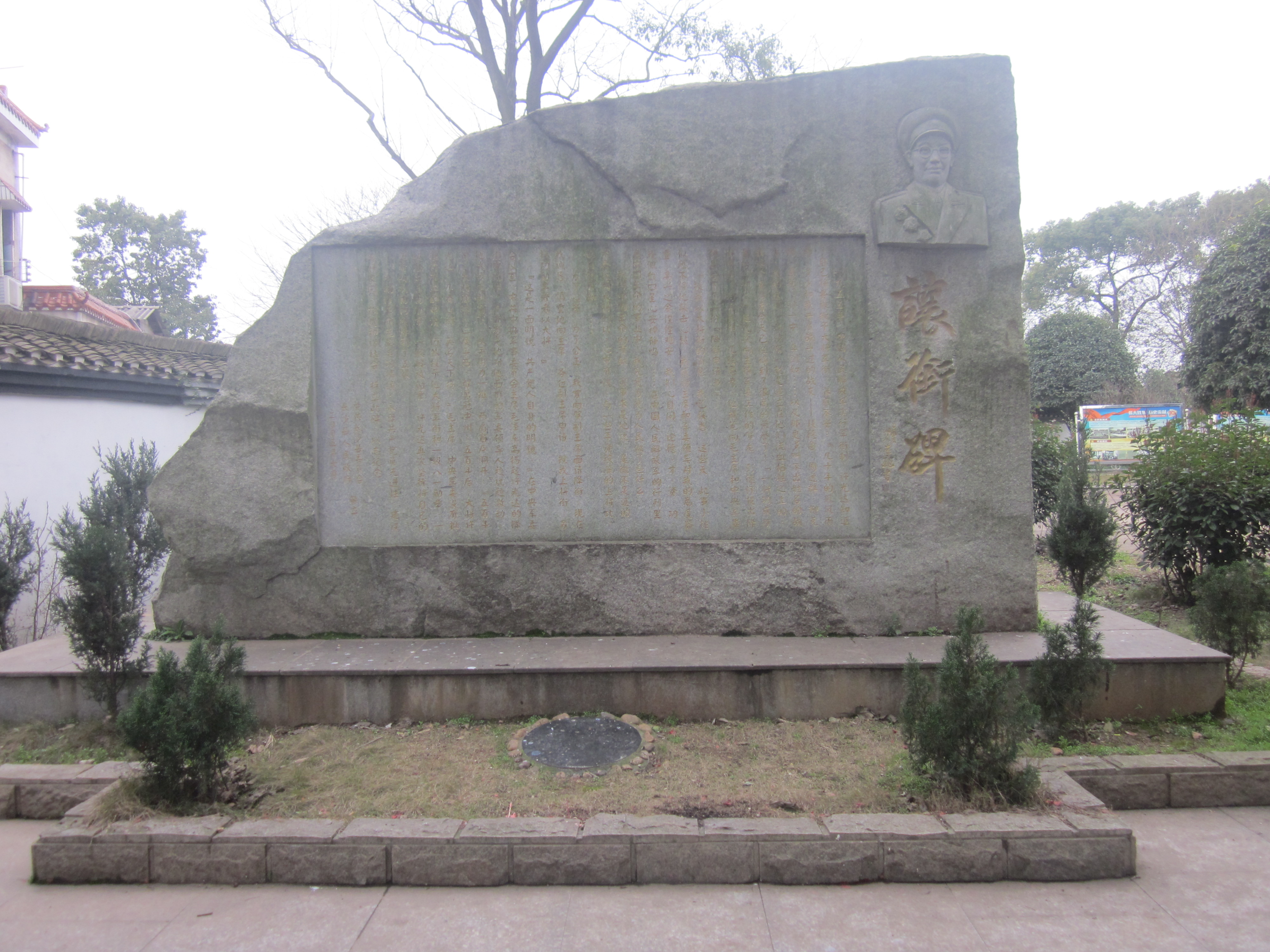
譲銜碑。
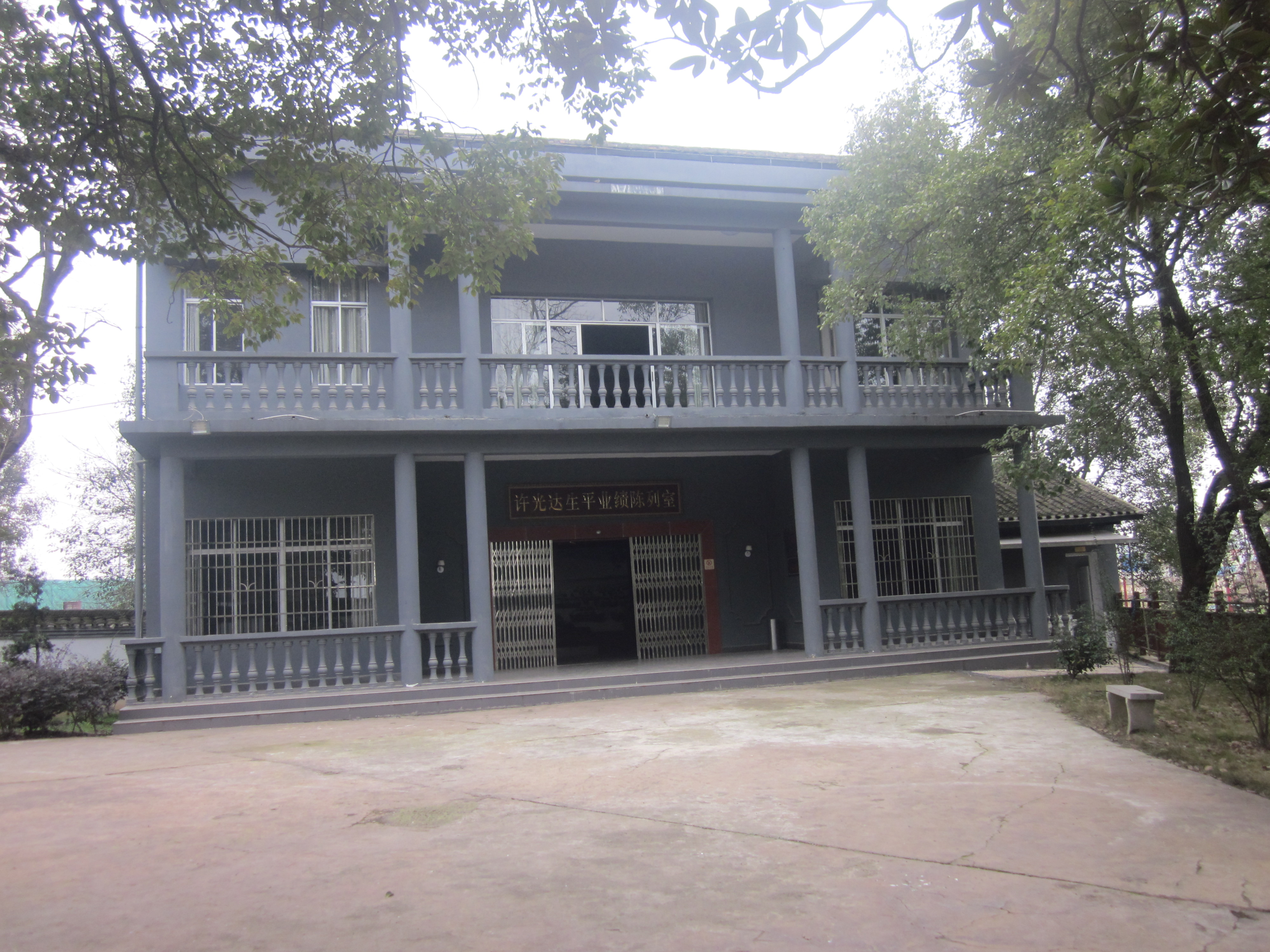
許光達故居陳列館。